# Премьер-лига Крымского футбольного союза 2019/2020
Чемпионат Премьер-лиги Крымского футбольного союза сезона 2019/20 — пятый сезон турнира среди профессиональных футбольных команд, проводящийся Крымским футбольным союзом под эгидой УЕФА.

## Участники
По итогам предыдущего сезона в составе участников произошли следующие изменения:
- Команда Фаворит ВД-Кафа  (Феодосия), заняв 1-е место по итогам открытого чемпионата Республики Крым среди любительских команд 2018/19, вышла в чемпионат Крыма.
- Команда Инкомспорт (Ялта), обыграв команду Черноморец (Севастополь) в стыковых матчах, сохранила прописку в чемпионате Крыма.

| Клуб            | Город       | Стадион                                  | Вместимость |
| --------------- | ----------- | ---------------------------------------- | ----------- |
| Евпатория       | Евпатория   | Арена-Крым                               | 2 000       |
| Инкомспорт      | Ялта        | Авангард                                 | 7 000       |
| Кызылташ        | Бахчисарай  | Скиф                                     | 500         |
| Крымтеплица     | Молодежное  | Крымтеплица                              | 3 000       |
| Океан           | Керчь       | 50-летия Октября                         | 10 000      |
| Севастополь     | Севастополь | СКС-Арена                                | 5 644       |
| ТСК-Таврия      | Симферополь | Локомотив                                | 19 978      |
| Фаворит ВД-Кафа | Феодосия    | Центральный городской имени В. Шайдерова | 2 000       |

## Турнирная таблица
| М | Команда         | И  | В  | Н | П  | Мячи    | ±   | О  | Примечания                                      |
| - | --------------- | -- | -- | - | -- | ------- | --- | -- | ----------------------------------------------- |
| 1 | Евпатория       | 28 | 21 | 4 | 3  | 54 − 23 | +31 | 67 | 1 место                                         |
| 2 | Крымтеплица     | 28 | 16 | 6 | 6  | 53 − 25 | +28 | 54 | 2 место                                         |
| 3 | Севастополь     | 28 | 14 | 5 | 9  | 60 − 44 | +16 | 47 | 3 место                                         |
| 4 | ТСК-Таврия      | 28 | 13 | 7 | 8  | 42 − 40 | +2  | 46 |                                                 |
| 5 | Кызылташ        | 28 | 9  | 7 | 12 | 49 − 44 | +5  | 34 |                                                 |
| 6 | Океан           | 28 | 7  | 3 | 18 | 34 − 58 | −24 | 24 |                                                 |
| 7 | Фаворит ВД-Кафа | 28 | 7  | 2 | 19 | 25 − 56 | −31 | 23 | Стыковые матчи за сохранение места в чемпионате |
| 8 | Инкомспорт      | 28 | 5  | 6 | 17 | 38 − 65 | −27 | 21 | Вылет в любительский чемпионат Крыма            |

Примечание:
Места команд определяются по сумме очков, набранных во всех матчах. В случае равенства очков места в турнирной таблице определяются:
- по наибольшему числу побед во всех матчах;
- по результатам игр между собой (число очков, число побед, разность забитых и пропущенных мячей, число забитых мячей, число мячей, забитых на чужом поле);
- по лучшей разности забитых и пропущенных мячей во всех матчах;
- по наибольшему числу забитых мячей во всех матчах;
- по наибольшему числу мячей, забитых на чужих полях во всех матчах.

При равенстве всех этих показателей места команд определяются по лучшей средней оценке соревнований «Fair Play» по итогам чемпионата.
При равенстве наибольшего количества набранных очков у двух команд победитель чемпионата определяется в дополнительном матче между этими двумя командами.

## Изменение положения команд по ходу чемпионата

### Тур за туром
| Команда/ Тур    | 1         | 2 | 3 | 4 | 5 | 6 | 7 | 8 | 9 | 10 | 11 | 12 | 13 | 14 | 15 | 16 | 17 | 18 | 19 | 20 | 21 | 22 | 23 | 24 | 25 | 26 | 27 | 28 |   |
| --------------- | --------- | - | - | - | - | - | - | - | - | -- | -- | -- | -- | -- | -- | -- | -- | -- | -- | -- | -- | -- | -- | -- | -- | -- | -- | -- | - |
| Команда/ Тур    | Евпатория | 3 | 1 | 2 | 1 | 2 | 3 | 2 | 2 | 2  | 2  | 2  | 1  | 1  | 1  | 1  | 1  | 1  | 1  | 1  | 1  | 1  | 1  | 1  | 1  | 1  | 1  | 1  | 1 |
| Крымтеплица     | 6         | 6 | 4 | 4 | 4 | 5 | 4 | 5 | 5 | 4  | 3  | 3  | 3  | 3  | 3  | 3  | 3  | 2  | 2  | 2  | 2  | 2  | 2  | 2  | 2  | 2  | 2  | 2  |   |
| Севастополь     | 2         | 2 | 1 | 2 | 3 | 1 | 3 | 3 | 3 | 3  | 4  | 4  | 4  | 4  | 4  | 4  | 4  | 4  | 4  | 4  | 3  | 3  | 3  | 3  | 3  | 4  | 3  | 3  |   |
| ТСК-Таврия      | 4         | 3 | 3 | 3 | 1 | 2 | 1 | 1 | 1 | 1  | 1  | 2  | 2  | 2  | 2  | 2  | 2  | 3  | 3  | 3  | 4  | 4  | 4  | 4  | 4  | 3  | 4  | 4  |   |
| Кызылташ        | 1         | 4 | 5 | 5 | 5 | 6 | 5 | 4 | 4 | 5  | 5  | 5  | 5  | 5  | 5  | 5  | 5  | 5  | 5  | 5  | 5  | 5  | 5  | 5  | 5  | 5  | 5  | 5  |   |
| Океан           | 8         | 8 | 7 | 8 | 8 | 8 | 8 | 8 | 8 | 8  | 7  | 7  | 7  | 7  | 7  | 8  | 7  | 6  | 6  | 6  | 6  | 6  | 6  | 6  | 6  | 6  | 6  | 6  |   |
| Фаворит ВД-Кафа | 7         | 5 | 6 | 6 | 6 | 4 | 6 | 6 | 6 | 6  | 6  | 6  | 6  | 6  | 6  | 6  | 6  | 7  | 7  | 8  | 7  | 8  | 8  | 8  | 8  | 8  | 8  | 7  |   |
| Инкомспорт      | 5         | 7 | 8 | 7 | 7 | 7 | 7 | 7 | 7 | 7  | 8  | 8  | 8  | 8  | 8  | 7  | 8  | 8  | 8  | 7  | 8  | 7  | 7  | 7  | 7  | 7  | 7  | 8  |   |

## Тренеры
| Клуб            | Главный тренер на начало сезона | Главный тренер на окончание сезона |
| --------------- | ------------------------------- | ---------------------------------- |
| Евпатория       | Алексей Грачев                  | Алексей Грачев                     |
| Крымтеплица     | Олег Колесов                    | Олег Колесов                       |
| Кызылташ        | Анатолий Скворцов               | Вячеслав Жигайлов                  |
| Океан           | Спартак Жигулин                 | Спартак Жигулин                    |
| Севастополь     | Станислав Гудзикевич            | Олег Лещинский                     |
| ТСК-Таврия      | Владимир Мартынов               | Анатолий Скворцов                  |
| Фаворит ВД-Кафа | Юрий Гетиков                    | Валерий Есипов                     |
| Инкомспорт      | Александр Шудрик                | Александр Шудрик                   |

## Тренерские изменения
| Клуб        | Ушедший тренер       | Причина ухода | Время ухода | Новый тренер      | Дата назначения |
| ----------- | -------------------- | ------------- | ----------- | ----------------- | --------------- |
| ТСК-Таврия  | Владимир Мартынов    | Отставка      | 24.06.20    | Анатолий Скворцов | 24.06.20        |
| Севастополь | Станислав Гудзикевич | Отставка      | 19.07.20    | Олег Лещинский    | 22.07.20        |

## Результаты матчей
| Команда         | СЕВ | ТСК | КРТ | ОКЕ | ЕВП | КЫЗ | КАФ | ИНК |
| --------------- | --- | --- | --- | --- | --- | --- | --- | --- |
| Севастополь     |     | 3:2 | 2:3 | 3:1 | 1:1 | 1:1 | 3:0 | 6:3 |
| Севастополь     | 3:4 | 1:1 | 3:1 | 1:2 | 4:3 | 2:0 | 2:4 |     |
| ТСК-Таврия      | 2:1 |     | 1:0 | 2:0 | 0:4 | 3:2 | 3:2 | 2:1 |
| ТСК-Таврия      | 1:3 | 2:1 | 0:2 | 1:1 | 1:0 | 0:2 | 2:2 |     |
| Крымтеплица     | 2:1 | 1:1 |     | 0:0 | 1:3 | 3:1 | 1:0 | 2:1 |
| Крымтеплица     | 0:2 | 1:0 | 6:1 | 0:0 | 1:0 | 5:0 | 4:0 |     |
| Океан           | 1:1 | 1:3 | 1:4 |     | 0:2 | 2:3 | 2:1 | 0:1 |
| Океан           | 0:2 | 1:2 | 1:3 | 0:1 | 1:1 | 1:2 | 2:1 |     |
| Евпатория       | 3:2 | 0:0 | 2:1 | 4:1 |     | 1:0 | 1:2 | 2:0 |
| Евпатория       | 2:1 | 3:0 | 1:0 | 1:0 | 5:2 | 2:0 | 2:1 |     |
| Кызылташ        | 0:1 | 1:1 | 1:1 | 5:0 | 0:2 |     | 3:1 | 3:1 |
| Кызылташ        | 1:1 | 1:1 | 1:3 | 3:4 | 6:0 | 2:0 | 1:2 |     |
| Фаворит ВД-Кафа | 1:4 | 0:3 | 1:2 | 2:1 | 0:2 | 0:1 |     | 2:0 |
| Фаворит ВД-Кафа | 1:3 | 1:0 | 1:2 | 0:3 | 2:1 | 0:2 | 0:0 |     |
| Инкомспорт      | 4:0 | 1:3 | 0:5 | 0:3 | 1:4 | 2:3 | 2:2 |     |
| Инкомспорт      | 0:3 | 2:2 | 0:0 | 2:4 | 0:2 | 2:2 | 5:2 |     |

## Статистика игроков

### Лучшие бомбардиры
| Голы   | Футболист        | Команда                |
| ------ | ---------------- | ---------------------- |
| 16 (1) | Сычевой Владимир | Крымтеплица            |
| 16 (2) | Наговицин Даниил | Кызылташ               |
| 16 (5) | Нуридинов Длявер | Евпатория              |
| 12 (2) | Хомич Николай    | Евпатория              |
| 12 (5) | Плиев Олег       | Океан                  |
| 9      | Иванов Дмитрий   | Инкомспорт             |
| 8      | Тарасенко Захар  | Севастополь/ТСК-Таврия |
| 8      | Шевчук Антон     | Кызылташ               |
| 7      | Рогованов Игорь  | Севастополь            |
| 7 (1)  | Айметдинов Артур | ТСК-Таврия             |

#### Автоголы
| АГ | Футболист              | Команда         |
| -- | ---------------------- | --------------- |
| 2  | Монахов Антон          | ТСК-Таврия      |
| 1  | Новотрясов Артур       | Крымтеплица     |
| 1  | Бастрон Никита         | Фаворит ВД-Кафа |
| 1  | Фролов Дайнис          | Инкомспорт      |
| 1  | Афонасенков Илья       | Инкомспорт      |
| 1  | Музыка Александр       | Инкомспорт      |
| 1  | Рожков Михаил          | Фаворит ВД-Кафа |
| 1  | Лебедь Валерий         | Океан           |
| 1  | Рамазанов Ремзи        | ТСК-Таврия      |
| 1  | Дворяшин Игорь         | Фаворит ВД-Кафа |
| 1  | Загребельный Леонид    | Севастополь     |
| 1  | Хугаев Алан            | Океан           |
| 1  | Чередниченко Владислав | Инкомспорт      |

## Стыковые матчи
25 августа состоялась жеребьевка стыковых матчей
| Черноморец (Севастополь) | 1:2      | Фаворит ВД-Кафа (Феодосия)           |
| ------------------------ | -------- | ------------------------------------ |
| Дмитриев Максим, 35      | протокол | Натеев Адель, 80, Золотарев Ефим, 87 |

| Фаворит ВД-Кафа (Феодосия)                                   | 3:2      | Черноморец (Севастополь)                    |
| ------------------------------------------------------------ | -------- | ------------------------------------------- |
| Елфимов Андрей, 72, Мишутин Даниил, 76, Золотарев Ефим, 90+4 | протокол | Безклубюк Никита, 5, Кутасевич Владимир, 45 |

Фаворит-ВД Кафа (Феодосия), выиграв оба переходных матча, сумел сохранить прописку в Премьер-лиге КФС на следующий сезон-2020/21.

## Суперкубок КФС
1 августа 2019 года в Республиканском пресс-центре состоялась жеребьевка матча за Суперкубок КФС-2019.
В этой встрече за почетный титул поспорят действующий чемпион и обладатель Кубка КФС Севастополь и вице-чемпион ПЛ КФС — ТСК-Таврия (Симферополь). По результатам жребия номинальным хозяином поля стала команда из Симферополя
Матч за Суперкубок КФС-2019 состоялся 10 августа 2019 года.
| 10 августа 2019 18:00 | \| ТСК-Таврия \| 0:0 (7:6 пен.) отчёт \| Севастополь \| | Крымтеплица Аграрное Зрителей: 1500 Судья: Вакс Юрий (Симферополь) |
| ТСК-Таврия            | 0:0 (7:6 пен.) отчёт                                    | Севастополь                                                        |

Согласно регламенту матча, сразу после окончания основного времени игры была назначена серия послематчевых пенальти.
В футбольной лотерее удачливее оказались «таврийцы», промахнувшись лишь раз (Анатолий Пуляев пробил мимо), тогда как у севастопольцев не смогли реализовать пенальти Роман Климентовский и Пётр Опарин, также не сумевшие попасть в створ ворот. Таким образом, со счетом 7:6 в серии пенальти победила «ТСК-Таврия», ставшая двукратным обладателем Суперкубка КФС!

## Кубок КФС 2019/20
Участие в турнире примут 8 команд из чемпионата Премьер-лиги КФС («Евпатория», «Севастополь», «ТСК-Таврия», «Крымтеплица», «Кызылташ», «Фаворит-ВД Кафа», «Инкомспорт» и «Океан»), а также 5 команд из Открытого чемпионата Республики Крым. Это — «Черноморец» (Севастополь), «Рубин-Ялта» (Ялта), «Триад-Monte» (Симферополь), «Гвардеец» (с. Скворцово, Симферопольский район) и «Уютное» (п. Уютное, Сакский район).
Так как участие в розыгрыше Кубка КФС-2019/20 принимают всего 5 команд из Открытого чемпионата РК, то 3 команды из чемпионата ПЛ КФС автоматически попадают в четвертьфинал.

### 1/8 финала
Согласно регламенту турнира, на стадии 1/8 финала команды проведут один матч на поле клубов из Открытого чемпионата РК. Игры 1/8 финала состоялись 25 сентября 2019 года.
| Команда 1                 | Счёт | Команда 2              |
| ------------------------- | ---- | ---------------------- |
| Триад-Monte (Симферополь) | 1:3  | Океан (Керчь)          |
| Рубин Ялта (Ялта)         | 0:1  | Инкомспорт (Ялта)      |
| Черноморец (Севастополь)  | 1:2  | Крымтеплица (Аграрное) |
| Уютное                    | 0:6  | Евпатория              |
| Гвардеец (Скворцово)      | 1:0  | ТСК-Таврия             |

### 1/4 финала
«Фаворит-ВД Кафа» (Феодосия), «Кызылташ» (Бахчисарай) и «Севастополь» свое участие в Кубке КФС-2019/20 начнут со стадии 1/4 финала.
В стадии 1/4 финала принимают участие восемь команд: семь клубов из чемпионата Премьер-лиги КФС, а также команда из Открытого чемпионата Республики Крым.
Согласно регламенту турнира, четвертьфинальные противостояния будут состоять из двух матчей (дома и на выезде). Команды, указанные в парах первыми, являются хозяевами первых поединков. Игры 1/4 финала пройдут 9 октября и 13 ноября 2019 года.
| Команда 1         | Итог | Команда 2                  | 1-й матч | 2-й матч |
| ----------------- | ---- | -------------------------- | -------- | -------- |
| Инкомспорт (Ялта) | 6:1  | Фаворит-ВД Кафа (Феодосия) | 2:1      | 4:0      |
| Океан             | 3:5  | Евпатория                  | 3:3      | 0:2      |
| Крымтеплица       | 8:1  | Гвардеец                   | 5:1      | 3:0*     |
| Севастополь       | 4:2  | Кызылташ (Бахчисарай)      | 2:1      | 2:1      |

Ответный матч 1/4 финала розыгрыша Кубка Крымского футбольного союза сезона-2019/20 между командами «Гвардеец» (Скворцово) — «Крымтеплица» (Молодежное) отменен.

### 1/2 финала
15 ноября, в штаб-квартире Крымского футбольного союза состоится жеребьевка полуфинальных матчей розыгрыша Кубка Крымского футбольного союза-2019/20.
В стадии 1/2 финала примут участие четыре команды: «Евпатория», «Инкомспорт», «Крымтеплица» и «Севастополь».
Жребий будет «слепым» — каждая команда может сыграть с каждой.
Согласно регламенту турнира, полуфинальные противостояния будут состоять из двух матчей (дома и на выезде).
| Команда 1   | Итог | Команда 2         | 1-й матч | 2-й матч |
| ----------- | ---- | ----------------- | -------- | -------- |
| Евпатория   | 4:0  | Инкомспорт (Ялта) | 1:0      | 3:0      |
| Севастополь | 2:2* | Крымтеплица       | 1:2      | 1:0      |

Примечание:
- Команда Крымтеплица вышла в финал за счет забитых голов в гостях.

### Финал
Финал Кубка КФС — 5 сентября 2020 года
| Команда 1 | Счёт | Команда 2   |
| --------- | ---- | ----------- |
| Евпатория | 1:2  | Крымтеплица |

| 5 сентября 2020   | \| Евпатория \| 1:2 отчет \| Крымтеплица \| \| Максимов Юрий 29′ \| Голы \| Ахунов Ленур 34′ · Дудов Игорь 65′ \| | Фиолент (Симферополь) Зрителей: 350 Судья: Вакс Юрий (Симферополь) |
| Евпатория         | 1:2 отчет | Крымтеплица                                                        |
| Максимов Юрий 29′ | Голы | Ахунов Ленур 34′ · Дудов Игорь 65′                                 |

5 сентября в Симферополе состоялся финальный матч розыгрыша Кубка Крымского футбольного союза сезона-2019/20. В решающем матче турнира сошлись две лучшие команды полуострова – ФК "Евпатория" и ФК "Крымтеплица" из Молодежного.
Крымтеплица становится двукратным обладателем Кубка Крымского футбольного союза.

### Лучшие бомбардиры кубка
| Голы  | Футболист        | Команда     |
| ----- | ---------------- | ----------- |
| 4     | Сычевой Владимир | Крымтеплица |
| 4 (1) | Гасанов Рамиль   | Инкомспорт  |
| 4 (2) | Плиев Олег       | Океан       |

## Открытый Чемпионат Крыма
Открытый чемпионат Крыма — любительское соревнование, вторая лига Крыма
Перед началом сезона:
- Команда Ялта сменила название на Мрия (Ялта)
- Команда СШОР № 3 ФК Севастополь сменила название на ГБУ СШ № 3 (Севастополь)

| М  | Команда                       | И  | В  | Н | П  | Мячи    | ±   | О  | Примечания                             |
| -- | ----------------------------- | -- | -- | - | -- | ------- | --- | -- | -------------------------------------- |
| 1  | Гвардеец (Скворцово)          | 22 | 19 | 3 | 0  | 82 − 10 | +72 | 60 | Выход в Премьер-Лигу КФС               |
| 2  | Черноморец (Севастополь)      | 22 | 18 | 2 | 2  | 88 − 18 | +70 | 56 | Стыковые матчи за место в Премьер-лиге |
| 3  | Рубин (Ялта)                  | 22 | 17 | 2 | 3  | 94 − 20 | +74 | 53 |                                        |
| 4  | Орбита (Красногвардейское)    | 22 | 11 | 3 | 8  | 43 − 39 | +4  | 36 |                                        |
| 5  | Ронда-Новацентр (Симферополь) | 22 | 11 | 1 | 10 | 53 − 45 | +8  | 34 | 1 круг - Триад-Monte                   |
| 6  | Саки (Саки)                   | 22 | 10 | 2 | 10 | 27 − 63 | −36 | 32 |                                        |
| 7  | ГБУ СШ №3 (Севастополь)       | 17 | 6  | 1 | 10 | 20 − 37 | −17 | 19 | Снялась после 1-го круга*              |
| 8  | УОР (Краснолесье)             | 17 | 5  | 1 | 11 | 23 − 37 | −14 | 16 | Снялась после 1-го круга*              |
| 9  | Мрия (Ялта)                   | 17 | 4  | 4 | 9  | 21 − 35 | −14 | 16 | Снялась после 1-го круга*              |
| 10 | Уютное (Уютное)               | 17 | 2  | 1 | 14 | 11 − 50 | −39 | 7  | Снялась после 1-го круга*              |
| 11 | Детонатор (Севастополь)       | 17 | 2  | 1 | 14 | 18 − 70 | −52 | 7  | Снялась после 1-го круга*              |
| 12 | Артек (Ялта)                  | 17 | 1  | 1 | 15 | 10 − 64 | −54 | 4  | Снялась после 1-го круга*              |

В течение сезона:
- Команда Триад-Monte (Симферополь) сменила название на Ронда-Новацентр.[12]
- Решением оргкомитета командам, сыгравшим 50% матчей, но не принявшим участие во втором круге ОЧРК, засчитано техническое поражение 0:3.

### Результаты матчей
| Команда         | ГВА  | ЧЕР  | РУБ  | ОРБ  | РОН  | САК  | ГБУ  | МРИ  | УОР  | УЮТ  | ДЕТ  | АРТ  |
| --------------- | ---- | ---- | ---- | ---- | ---- | ---- | ---- | ---- | ---- | ---- | ---- | ---- |
| Гвардеец        |      | 1:1  | 3:2  | 6:1  | 5:1  | 4:0  | 3:1  | 3:0* | 3:0* | 4:0  | 3:0* | 3:0* |
| Черноморец      | 0:3  |      | 5:4  | 3:1  | 6:0  | 8:0  | 3:0* | 7:1  | 3:0* | 3:0* | 8:0  | 10:0 |
| Рубин Ялта      | 0:0  | 3:0  |      | 9:0  | 4:2  | 7:0  | 2:0  | 3:0* | 4:0  | 7:0  | 3:0* | 6:3  |
| Орбита          | 1:2  | 0:6  | 1:1  |      | 2:1  | 2:0  | 3:0* | 0:0  | 3:0* | 3:0* | 6:0  | 4:0  |
| Ронда-Новацентр | 1:4  | 2:2  | 0:4  | 3:0  |      | 7:0  | 3:0* | 3:0* | 3:0* | 3:0  | 3:1  | 5:0  |
| Саки            | 0:6  | 0:5  | 1:12 | 0:0  | 3:1  |      | 0:1  | 2:1  | 1:0  | 3:0* | 3:0* | 1:0  |
| ГБУ СШ № 3      | 0:3* | 1:5  | 0:3* | 5:3  | 3:1  | 0:3* |      | 1:1  | 3:0  |      | 3:0  |      |
| Мрия            | 1:1  | 0:3* | 3:2  | 0:3* | 4:2  | 0:3* |      |      |      |      | 2:0  | 7:0  |
| УОР             | 1:5  | 0:1  | 0:3* | 1:0  | 7:3  | 0:3* |      | 1:1  |      |      | 4:1  |      |
| Уютное          | 0:3* | 2:3  | 0:3* | 2:4  | 0:3* | 1:1  | 0:2  | 1:0  | 0:5  |      |      | 3:0  |
| Детонатор       | 0:12 | 0:3* | 2:9  | 0:3* | 0:3* | 8:0  |      |      |      | 3:2  |      |      |
| Артек           | 0:5  | 0:3* | 0:3* | 0:3* | 0:3* | 0:3* | 4:0  |      | 0:4  |      | 3:3  |      |

## Кубок ОЧРК

### 1/4 финала
В розыгрыше Кубка принимают участие команды: «БК Терминал» (Ленинский район), Сборная Советского района, ФК «Рубин», ФК «Орбита», ФК «Саки», ФК «КСХИ», ФК «Артек», Сборная Крыма.
Первые матчи состоятся 23 ноября 2019 г. на поле соперника, указанного первым.
| Команда 1                  | Итог | Команда 2                             | 1-й матч | 2-й матч |
| -------------------------- | ---- | ------------------------------------- | -------- | -------- |
| Саки                       | 0:3* | Сборная Советского района (Советский) | -        | -        |
| Артек (Ялта)               | 2:7  | БК Терминал (Ленино)                  | 1:3      | 1:4      |
| КСХИ (Симферополь)         | 14:6 | Сборная Крыма                         | 5:3      | 9:3      |
| Орбита (Красногвардейское) | 0:3  | Рубин (Ялта)                          | 0:3      | -        |

Примечание:
- Команда Саки снялась с турнира.[14]

### 1/2 финала
| Команда 1                             | Итог | Команда 2            | 1-й матч | 2-й матч |
| ------------------------------------- | ---- | -------------------- | -------- | -------- |
| Рубин (Ялта)                          | 6:1  | КСХИ (Симферополь)   | 0:0      | 6:1      |
| Сборная Советского района (Советский) | 2:4  | БК Терминал (Ленино) | 0:2      | 2:2      |

Примечание:
- Команда Рубин (Ялта) сменила название на Ялта (Ялта).

### Финал
3 октября 2020 года на стадионе «Гвардеец» в пгт. Гвардейское состоялся финал Открытого Кубка Республики Крым по футболу среди мужских любительских команд сезона 2019/2020 гг., в котором встретились команды ПФК «Ялта» г.Ялта  и БК «Терминал» п.Ленино.
Обыграв соперника со счетом 1:0, обладателем Кубка стала команда ПФК «Ялта».
| Дата     | Команда 1            | Итог | Команда 2 |
| -------- | -------------------- | ---- | --------- |
| 03.10.20 | БК Терминал (Ленино) | 0:1  | Ялта      |